# Zapovednik Brjanski Les
Zapovednik Brjanski Les of Zapovednik Woud van Brjansk (Russisch: Государственный природный биосферный заповедник «Брянский лес») is gesitueerd in de oblast Brjansk in het westen van Europees Rusland. De oprichting tot zapovednik vond plaats op 14 juli 1987 per decreet van de Raad van Ministers van de Russische SFSR en heeft een oppervlakte van 121,86 km². Ook werd er een bufferzone van 91,59 km² opgesteld. Daarnaast werd Brjanski Les op 10 november 2001 opgenomen in de lijst van biosfeerreservaten onder het Mens- en Biosfeerprogramma (MAB) van UNESCO. Brjanski Les vormt hierin samen met Zakaznik Skripkinski, een in 1995 opgericht natuurreservaat, de kern van Biosfeerreservaat Neroessa-Desna-Polesië.

## Historie
Brjanski Les is qua karakter gelijkend op het Oerbos van Białowieża van Polen en Wit-Rusland en heeft een zeer hoge biodiversiteit. Er werd daarom per resolutie op 24 juli 1959 besloten Brjanski Les tot nationaal park uit te roepen. Toch werd er lang gestreden om het gebied beter te beschermen en het gebied te verheven tot zapovednik, een strikt natuurreservaat. De belangrijkste stimulans voor deze maatregel volgde in 1983, toen de oprichter van het reservaat, Igor Sjpilenok, een serie artikelen publiceerde in het regionale nieuwsblad van Brjansk. Hierin werd de schoonheid en kwetsbaarheid van Brjanski Les benadrukt. Hiermee werd de aandacht getrokken van het publiek en de regionale overheid. Ook wetenschappers ondersteunden Sjpilenok hierin en het werd duidelijk dat Brjanski Les een strikte bescherming nodig had. Als eerste maatregel werd een gebied met een oppervlakte van 14 km² tot staatsnatuurmonument uitgeroepen in 1984. Op 14 juli 1987 vond de uiteindelijke oprichting tot zapovednik plaats.

## Flora en fauna
In Brjanski Les zijn 784 vaatplanten vastgesteld. Hiervan staan bijvoorbeeld zeldzame soorten als vrouwenschoentje (Cypripedium calceolus), spookorchis (Epipogium aphyllum), rood bosvogeltje (Cephalanthera rubra) en smalle orchis (Dactylorhiza traunsteineri) en op de Russische rode lijst van bedreigde soorten. De belangrijkste bosvormers zijn de grove den (Pinus sylvestris), fijnspar (Picea abies), zomereik (Quercus robur), winterlinde (Tilia cordata), es (Fraxinus excelsior), esp (Populus tremula), zachte berk (Betula pubescens) en ruwe berk (Betula pendula).
Het gebied is bekend om zijn enorme vogelrijkdom, mede omdat het gebied op de scheidingslijn ligt tussen de subboreale bossen, gematigde bossen en de bossteppe. Hierdoor komen er in het gebied onder andere auerhoenders (Tetrao urogallus), hazelhoenders (Tetrastes bonasia), zwarte ooievaars (Ciconia nigra), kwartelkoningen (Crex crex), hoppen (Upupa epops), middelste bonte spechten (Dendrocopos medius), witrugspechten (Dendrocopos leucotos), draaihalzen (Jynx torquilla), paapjes (Saxicola rubetra), fluiters (Phylloscopus sibilatrix) en noordse nachtegalen (Luscinia luscinia) voor. Het is de enige plaats in Europa waar alle tien Europese spechtensoorten voorkomen.
Qua zoogdieren is het gebied ook interessant. Zo leven hier de bruine beer (Ursus arctos), Euraziatische lynx (Lynx lynx), das (Meles meles), otter (Lutra lutra) en Russische desman (Desmana moschata). Bovendien zijn er in Brjanski Les wisenten (Bison bonasus) geherintroduceerd. De herintroductie vond plaats in 2011 en anno 2015 leven er 23 wisenten in het reservaat.
- Library of Congress Control Number: n97119846
- Nationale Bibliotheek van Israël: 987007547535905171
- Virtual International Authority File: 147924452
- WorldCat: E39PBJcR6Jt88xqy7hYggrRtKd